# Мато Матов
Мато Матов Истатков е български политик и общественик, депутат в XXIV обикновено народно събрание (1938 – 1939 г.), председател на Изпълнителния комитет на Градски народен съвет – Михайловград през периода (1953 – 1956 г.), член на БРСДП (ш.с.), по-късно на БКП, деятел на кооперативното движение и на българо-съветската дружба.

## Биография
Роден е на 23 май 1903 г. в с. Живовци, Фердинандска околия (изселено 1968 г.), учи в родното си село и в Берковица до ІV (VІІІ) клас. Работи в гр. Фердинанд като пощенски раздавач и в с. Живовци като писар в общината. От 1921 г. е член на Младежко социалистическо дружество, от 1924 г. на БРСДП (ш.с.), по-късно на БКП.
През 1938 г. е избран за депутат в XXIV обикновено народно събрание от листата на БРСДП. Основател на нелегалния комитет на ОФ в град Фердинанд през 1942 г., секретар на Околийския комитет на ОФ Михайловград (1944 – 1948 г.), заема административни и партийни постове в града, председател на ИК на ГНС (1953 – 1956 г.), член на околийските и окръжни ръководства на БКП и БСДП.
Умира през май 1965 г.

## Политическа дейност
За председател на ИК на ГНС – Михайловград е избран през декември 1953 г. Първото заседание на ИК на ГНС на депутатите на трудещите се, с председател Мато Матов, е на 6 декември 1953 г. В началото на 1954 г. са приети благоустройствени мероприятия, които предвиждат да се направи стадион, нова градска градина с езеро (дн. парк Монтанезиум), летен кинотеатър и други.
По време на неговия мандат се извършват редица дейности за облагородяване и благоустрояване на градската среда в околийския център. В централната част на града е създадена „Борова алея“ за отдих на гражданите. Изгражда се парк за отдих и култура „Огоста“ в м. „Богаза“ с активното участие на населението и под прякото ръководство на председателя на ИК на ГНС. В парка се извършва строителство на волейболно и баскетболно игрище, атракционно влакче за децата (детска железница), зоокът и лятна къпалня с басейни за деца и възрастни. Извършена е подготовка на терена за строителството на стадиона. По улиците в града са засадени над 3000 декоративни дръвчета.
Открити са паметник в местността Калето, където е даден сигнал за началото на Септемврийското въстание от 1923 г. (1954 г.), къща музей „Христо Михайлов“, както и паметник на Христо Михайлов (1955 г.).
Според новия градоустройствен план воденичната вада, която се отделя от р. Огоста над града, трябва да бъде закрита, но поради стопанското ѝ значение е запазена, въпреки че преминава през предвидените за строителство обекти – кооперативния пазар. Осъществява се павиране на главната улица, от читалището до гимназията (дн. I основно училище). Строи се младежки летен кинотеатър и сграда за гимназията (Природо-математическа гимназия). Оформени и благоустроени са площадът пред гарата, кооперативният пазар и градината пред музея на Септемврийското въстание. Открити са две училища в малцинствените махали и Целодневна детска градина № 1 (1955 г.). През същата година започва своята дейност Детската музикална школа с 300 деца, които се обучават на различни музикални инструменти. Излиза първият брой на вестник „Септемврийско слово“ (1954 г.). Електрифицирани са селата в общината – Мала Кутловица и Войници. Водоснабдено е с. Благово и е открита автобусна линия Мала Кутловица – Кошарник. На 26 януари 1956 г. е проведена годишна отчетна сесия на ГНС за отчитане тригодишната дейност на съвета, доклад прочита председателя Мато Матов. Следващите избори за нов мандат са на 12 февруари 1956 г.